# Patricia Clarkson

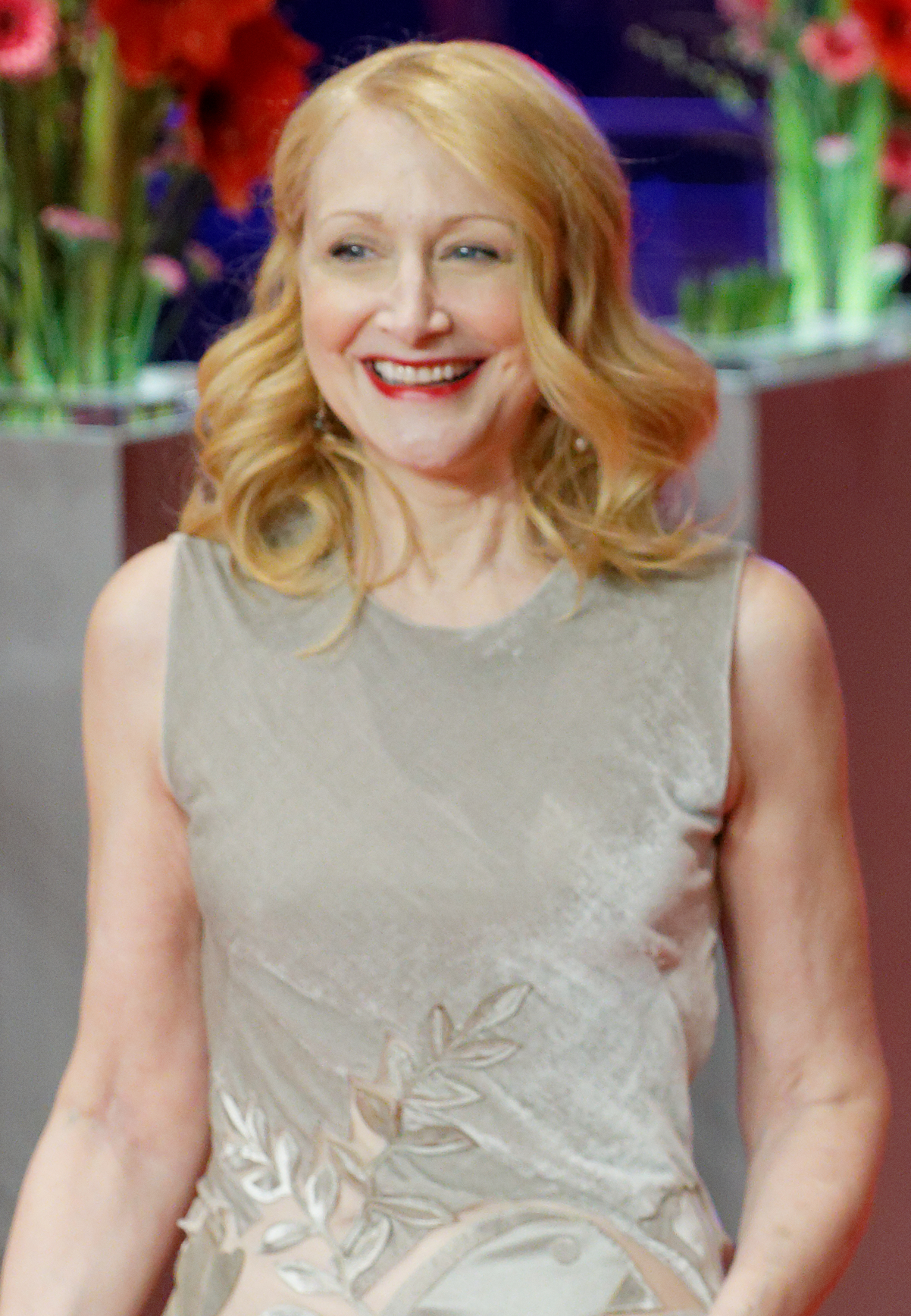
Patricia Clarkson (2017)

Patricia Davies Clarkson (ur. 29 grudnia 1959 w Nowym Orleanie) – amerykańska aktorka, zwana „królową kina niezależnego”, nominowana w 2004 roku do Oscara za rolę w filmie Wizyta u April.

## Życiorys
Debiutowała na dużym ekranie w 1987 roku niewielką rolą w filmie Nietykalni z Kevinem Costnerem, Seanem Connerym i Robertem De Niro. Przez lata jej kariera systematycznie się rozwijała, prawdziwą popularność przyniósł jej jednak dopiero serial Sześć stóp pod ziemią – za rolę w nim zdobyła dwie statuetki Emmy (2002 i 2005).
Patricia Clarkson, w przeciwieństwie do wielu innych czołowych aktorek hollywoodzkich, unika występów w filmach komercyjnych. Występuje głównie w filmach niskobudżetowych, artystycznych, takich jak: Sztuka wysublimowanej fotografii Lisy Cholodenko, Dróżnik Toma McCarthy’ego czy Dogville Larsa von Triera.

## Filmografia
- 1987: Nietykalni – żona Nessa
- 1988: Pula śmierci – Samantha Walker
- 1990: Ciotka Julia i skryba – ciotka Olga
- 1992: Amerykańska historia – Barbara Meade
- 1995: Jumanji – Carol Parrish
- 1998: Sztuka wysublimowanej fotografii – Greta
- 1999: Nieodparty urok – Lois McNally
- 1999: Zielona mila – Melinda Moores
- 2002–2005: Sześć stóp pod ziemią – Sarah O’Connor
- 2001: Obietnica – Margaret Larson
- 2002: Daleko od nieba – Eleonor Fine
- 2002: Carrie − Margaret White
- 2002: Witajcie w Collinwood – Rosalind
- 2002: Heartbreak Hospital – Lottie Ohrwasher
- 2003: Dróżnik – Olivia Harris
- 2003: Wizyta u April – Joy Burns
- 2003: Dogville – Vera
- 2004: Cud w Lake Placid – Patty Brooks
- 2005: Good Night and Good Luck – Shirley Wershba
- 2007: Życie od kuchni – Paula
- 2008: Vicky Cristina Barcelona – Judy Nash
- 2008: Elegia – Carolyn
- 2009: Co nas kręci, co nas podnieca – Marietta Celestine
- 2009: W Kairze – Juliette Grant
- 2010: Wyspa tajemnic – Rachel 2
- 2010: Zostać legendą – Sharon Chetley
- 2010: Łatwa dziewczyna – Rosemary Penderghast
- 2010: Główna ulica – Willa Jenkins
- 2011: To tylko seks – Lorna
- 2011: Parks and Recreation – Tammy One
- 2011: Jeden dzień – Alison
- 2011: Five – Mia
- 2012: The Dust Bowl – Hazel Lucas Shaw
- 2013: Grupa „Wschód” – Sharon
- 2014: Nauka jazdy – Wendy
- 2014: Więzień labiryntu – Ava Paige
- 2014: Widmo przeszłości – Helen
- 2015: Więzień labiryntu: Próby ognia – Ava Paige
- 2017: House of Cards – Jane Davis
- 2018: Więzień labiryntu: Lek na śmierć – Ava Paige

## Nagrody
- Nagroda Emmy Najlepszy gościnny występ w serialu dramatycznym – aktorka: 2006 Sześć stóp pod ziemiąNajlepszy gościnny występ w serialu dramatycznym – aktorka: 2002 Sześć stóp pod ziemią